# Liptai Imre
Liptai Imre (eredeti neve: Lindenberg Imre) (Miskolc, 1876. augusztus 29. – Budapest, 1927. október 30.) magyar író, újságíró, színműíró.

## Életpályája
Szülei Lindenberg Emil kereskedő, az Első Magyar Varrógépgyár megalapítója és Kőnigstein Matild voltak. Liptai Imre eleinte hírlapírónak készült és mint ilyen Szegeden, ahol a piarista gimnáziumban tett érettségit, a Szegedi Hiradó szerkesztőségében bontogatta szárnyait. Népies zamatú krokijai (Tokányok), hamar népszerűséget szereztek neki, mire megpróbálkozott a színpadirodalommal is. amely már pályája kezdetén vonzotta. Első monológját még hetedik gimnazista korában, az Önképző-kör évzáró matinéján zajos sikerrel mutatták be Kéjutazás címmel. Első, egyfelvonásos darabjával, az Őszi napsugárral dicsérő elismerést kapott a Dugonics Társaság színmű-pályázatán.
A vidéki viszonyokat megunva, Szegedről Budapestre ment és itt 1907-től kezdve több előkelő fővárosi napi- és hetilapnál töltött be vezető állásokat haláláig. Mint munkatárs dolgozott a Polgár című demokrata orgánumon kívül a Magyar Hírlapnál és a régi Pesti Naplónál, ahol humoros és szellemes krokijai nagy és lelkes közönségre találtak. 1912-ben átvette a Pesti Napló felelős szerkesztői állását is, amely azonban csak nyűg volt az ő írói törekvésein. Ezért meg is vált a szerkesztői állástól csakúgy, mint a hírlapírástól és az Apolló-kabarénak kezdett egyfelvonásos darabokat írni. Ezekben, a nagyobb színpadok színvonalát is elérő pompás apróságokban olyan sikereket ért el, hogy rövidesen ő lett a vezető-márka a kabaré-darabok terén.
Legnagyobb sikerét érte el a Kegyelmes úr, az Ott túl a rácson, Katica, a Rubikon, Lakodalom, a Főnök úr neje, Lulu, Verebek és még vagy ötven kiváló kis darabokban. írt háromfelvonásos darabokat is és sok idegen darabot fordított a nagy színházak számára. Első háromfelvonásos darabja, a Rossz pénz nem vész el, amelyet a Magyar Színház mutatott be 1911. december 9-én, nagy sikerrel. Azután a Sarkantyú című háromfelvonásos drámája következett a Nemzeti Színház színpadán, 1912. november 8-án (Társszerző Gábor Andor), majd a Renaissance Színház megnyitására megírta a Pesti asszony c. vígjátékát (1921. április 15.) és egy évvel később a Jó fiú c. darabját (1922. február 10.) Drégely Gábor társaságában írta a Vörös ember c. vígjátékát, mely 1924. december 13-án került bemutatóra a Magyar Színházban és egy évvel később Bécsben is sikert aratott. 1929. április 27-én Pécsett színre került a Naplopó c. operettje. Társszerző Drégely Gábor. Zenéjét Kulinyi Ernő verseire szerezte Marton Géza.
Élete utolsó éveiben a 8 Órai Újságnak volt főmunkatársa és tekintélyes kritikusa. Szívszélhűdésben hunyt el. Koporsója fölött Szász Károly, Nagy-Magyarország utolsó képviselőházi elnöke mondott költői szárnyalású búcsúztatót.

## Magánélete
Neje Somló (szül.: Schlesinger) Margit színésznő volt, aki a Vígszínház színésziskolájában végzett, majd visszavonult. 1908. november 28-án Budapesten kötöttek házasságot.

## Fordításai
- »Csókszanatórium«, operett 3 felv. Szöv. írta Baron Rezső. Zen. szerz. Fellner (később: Tamássy) Pál. Bem. 1912. máj. 24. Király Színház.
- »A reichstadti herceg«, operett 3 felv. Írta Leon Viktor és Reichert Henrik. Zen. szerz. Stojanovits Péter. Bem. 1921. okt. 14. Városi Színház.
- »Morfium«, drámai színjáték 4 felv. Írta Ludwig Herzer. Bem. 1922. máj. 19. Renaissance Színház.
- »Vigyen el az ördög!«, operett 3 felv. Írta Leon Viktor és Reichert János. Zen. szerz. Reichwein Lipót. Bem. 1922. máj. 27. Blaha Lujza Színház.
- »Az éj királynője«, én. boh. 3 felv. Szövegét írta Arnold és Bach. Zen. szerz. Walter Kollo. Bem. 1922. június 20. Renaissance Színház.
- »Aki a pofont kapta«, játék 4 felv. Írta Andrejew Leonid. Bem. 1922. dec. 7. uo.
- »A cirkuszhercegnő«, operett 3 felv. Írta Julius Brammer és Alfred Grünwald. Zen. szerz. Kálmán Imre. Ford. Kulinyi Ernővel. Bem. 1926. szept. 24. Király Színház.

## Művei
- Rossz pénz nem vész el (színmű, Budapest, 1910)
- A sarkantyú (színmű, Gábor Andorral, Budapest, 1912)
- Pesti asszony (színmű, Budapest, 1921)
- Jó fiú (színmű, Budapest, 1922)
- Vörös ember (színmű, Drégely Gáborral, Budapest, 1924)